# Jaroslava Solovjevová
Jaroslava Solovjevová (24. října 1926 Praha – 14. března 2013) byla česká malířka a grafička.

## Životopis
V letech 1948–1954 studovala na Vysoké škole uměleckoprůmyslové v Praze u profesora E. Filly.
Zabývala se krajinomalbou, pomocí které zachycovala především městskou zástavbu a všední život. Inspirovala se Turnovem, Libní, Paříží, Žižkovem a pražským Karlínem. Její díla charakterizuje tvarové zjednodušení a tlumená barevnost. Realizovala reliéfy pro interiéry. Například v roce 1965 reliéf pro Interhotel Bohemia v Ústí nad Labem a v roce 1966 pro mateřskou školu v Jablonci nad Nisou. Město a jeho okrajové části vyobrazuje i v grafice. Na některých dílech spolupracovala s Janem Solovjevem.
Od roku 1968 pořádala několik samostatných výstav. Vystavovala také v rámci kolektivních výstav a to i v zahraničí. Například v roce 1961 v Paříži nebo roku 1963 v Sao Paulu.
Byla členkou organizace s názvem Český fond výtvarných umění (ČFVU).
Je zastoupena ve sbírkách Oblastní galerie Liberec, Telecomu Pardubice a dalších.

## Dílo
- 1974: Město a chemický závod Lovosice[3]
- 1980: Reliéf v průčelí obchodního domu, Nový Bor[4]
- 1983: Medvíďata, Nový Bor[5]

## Galerie

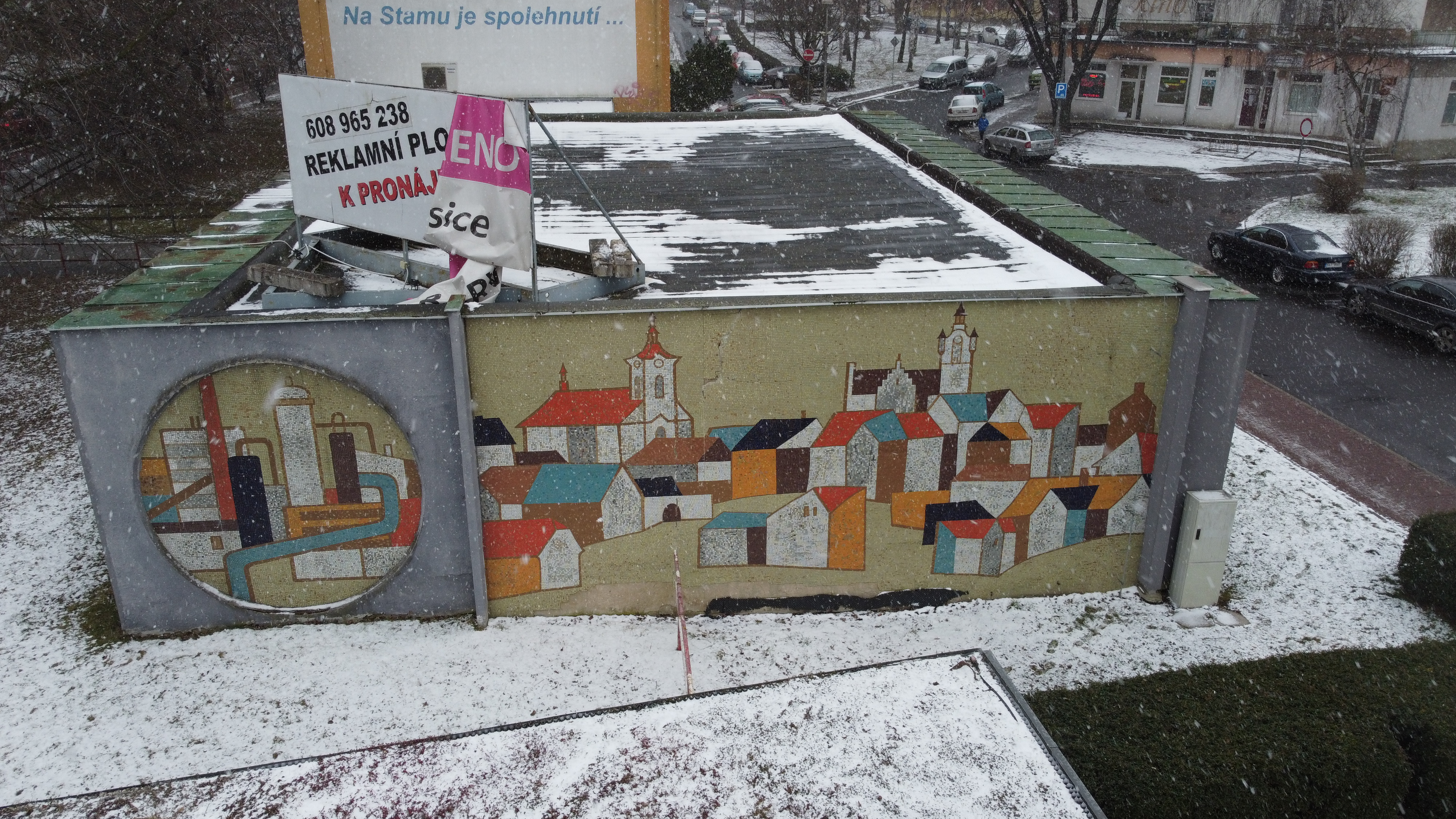
Mozaika v ulici K. Maličkého v Lovosicích, 1974
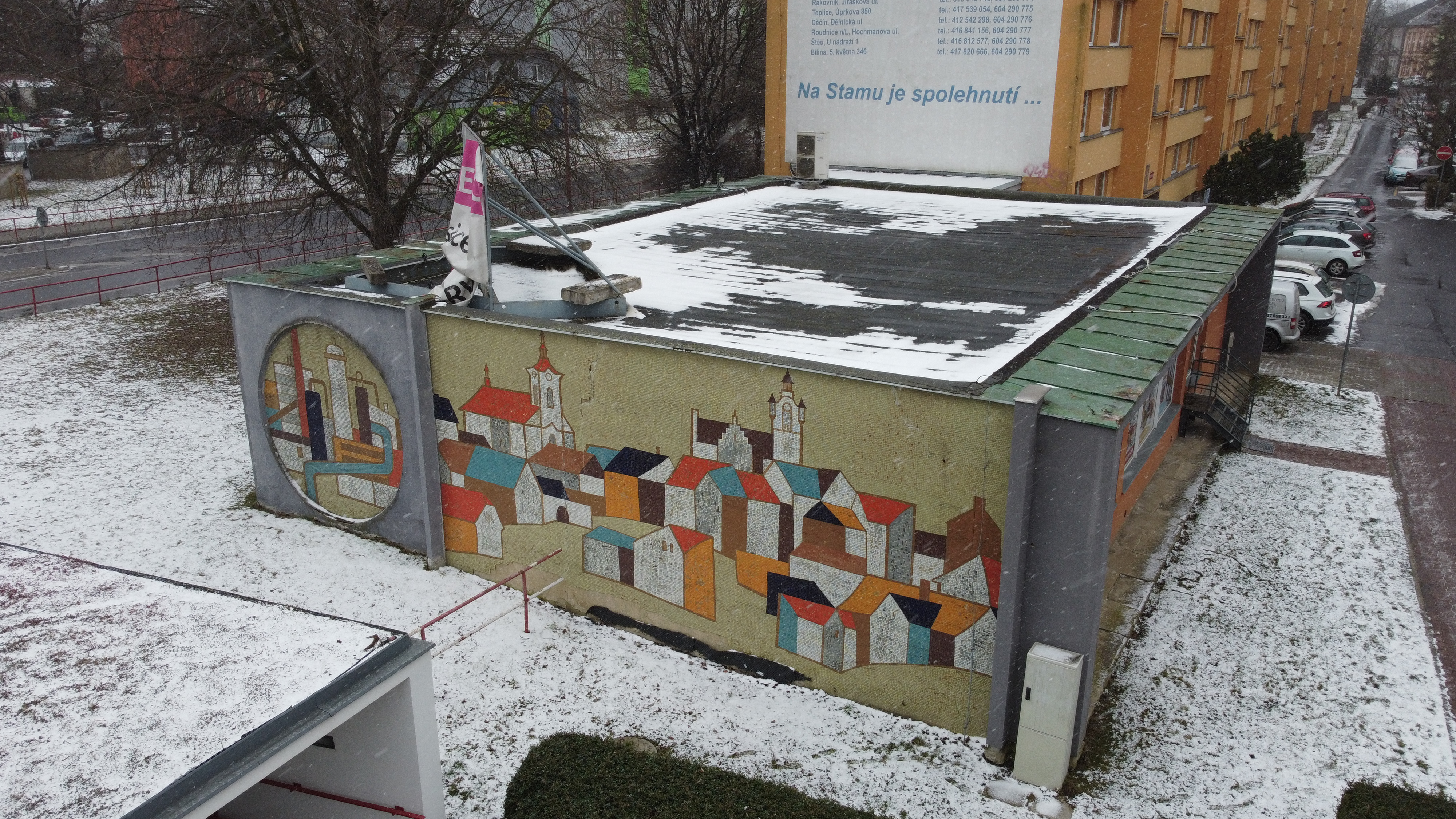
Mozaika, boční pohled